# Ballottine

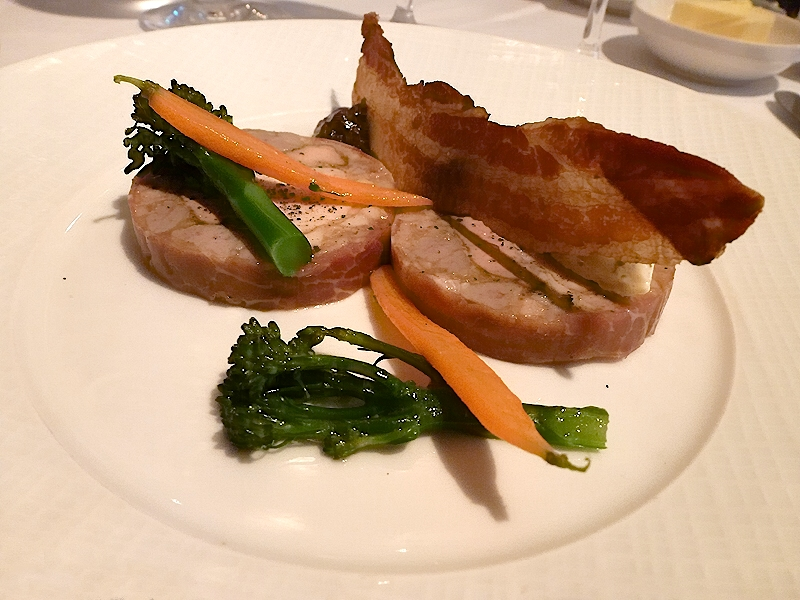
Ballotines vom Kaninchen, mit gebratenem Pancetta und Gemüse

Ballottines oder Ballotines (französisch für „kleiner Ballen, Päckchen“) sind kleine, in Fleisch oder Fisch gerollte Galantinen. Sie werden – wie bei Galantinen üblich – kalt, aber teils auch warm (à la nage) mit einer passenden Sauce als Vorspeise serviert.
Für die Zubereitung von z. B. Hühnerballottins (franz. Ballottines de volaille) werden Hühnerkeulen mit der Haut entbeint, ohne sie einzuschneiden, mit einer Hühnerfarce gefüllt, zugenäht, gedünstet oder geschmort und warm mit einer Sauce serviert. Es gibt zahlreiche Varianten, wie die Ballottins Garibaldi, deren Füllung aus Kalb- und Hühnerfleisch, Pökelzunge und Trüffeln besteht – dazu eine Tomatensauce aus dem entstandenen Bratenfond.